# Олександр Язловецький
Олександр Язловецький (нар. 2 березня 1979, с. Гибалівка) — римсько-католицький єпископ, 18 вересня 2019 року призначений єпископом-помічником Київсько-Житомирської дієцезії в Україні.

## Життєпис
Олександр Язловецький народився 2 березня 1979 року в с. Гибалівка поблизу Шаргорода на Вінниччині. Після навчання у школі та ПТУ вступив до Вищої духовної семінарії Святого Духа у м. Городок Хмельницької області. Священиче рукоположення отримав у 2004 році від єпископа Леона Дубравського. Працював вікарієм у с. Мурафа на Вінниччні та вихователем у Городоцькій семінарії. З 2006 року продовжив навчання у Папському Латеранському Університеті у Римі, де 12 листопада 2012 року захистив докторську дисертацію з канонічного права на тему «Мішані подружжя в Католицькій та Російській Православній Церквах».
Після повернення з Рима працював у семінарії віце-ректором, а з 2014 до 2018 року — ректором Вищої духовної семінарії Кам'янець-Подільської дієцезії.
З 13 серпня 2018 року направлений до праці в Київсько-Житомирську дієцезію, де працював канцлером та модератором курії.

## Єпископ
18 вересня 2019 року номінований єпископом-помічником Київсько-Житомирської дієцезії і титулярним єпископом Тулани.
Єпископські свячення відбулися в Києві 9 листопада 2019 року в Прокафедральному соборі св. Олександра. Головним консекратором (святителем) був Апостольський Нунцій в Україні архієпископ Клаудіо Гуджеротті. Співконсекратори — ординарій Київсько-Житомирський єпископ Віталій Кривицький та ординарій Кам'янець-Подільський єпископ Леон Дубравський.